# Berry Good
Berry Good (Tiếng Hàn:베리굿, RR: Beryli Gut; Tiếng Nhật: ベリーグッド) là một nhóm nhạc nữ Hàn Quốc bao gồm 6 thành viên Taeha, Johyun, Seoyul, Daye, Sehyung và Gowoon được thành lập bởi Asia Bridge Entertainment vào năm 2014. Nhóm chính thức tan rã vào ngày 12/5/2021.

## Lịch sử hoạt động

### 2014–2015: Ra mắt vớiLove Lettervà thay đổi thành viên

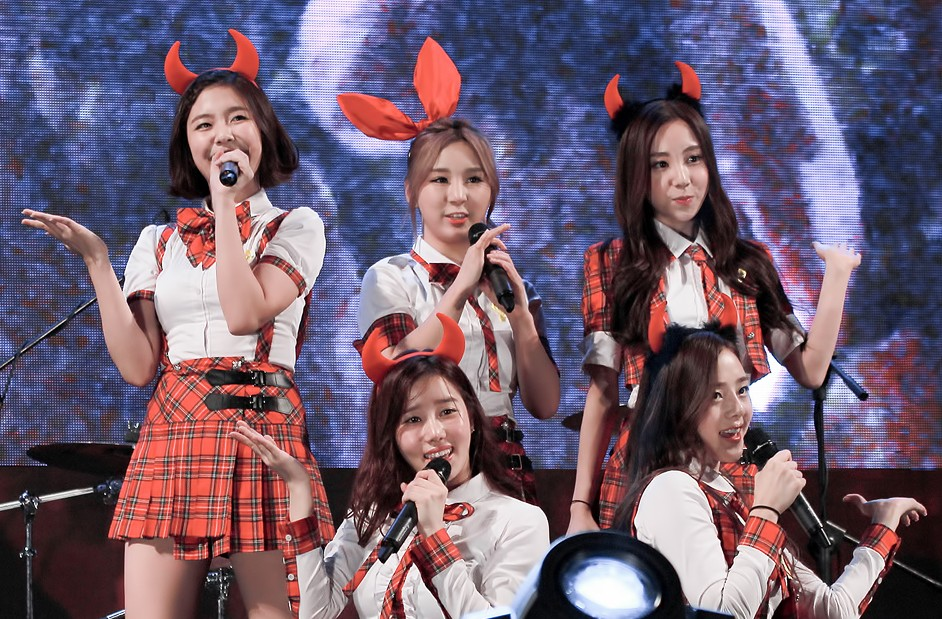
Berry Good biểu diễn vào ngày 22 tháng 6 năm 2014 với 5 thành viên Gowoon, Nayeon, Iera, Subin và Taeha

Berry Good ra mắt ngày 24 tháng 5 năm 2014 với một video âm nhạc cho ca khúc "Love Letter", một phiên bản làm lại của bài hát được phát hành bởi Click-B vào năm 2000. Đĩa đơn cùng tên được phát hành vào ngày hôm sau, và họ cũng bắt đầu quảng bá trên M!Countdown.
Vào tháng 1 năm 2015, Asia Bridge Entertainment tuyên bố rằng Subin, Iera và Nayeon đã rời nhóm vì lý do cá nhân, và giới thiệu thành viên mới Seoyul, sau đó Daye và Sehyung cũng gia nhập nhóm.
Đĩa đơn thứ hai của họ Because of You được phát hành vào ngày 9 tháng 2. Họ bắt đầu chương trình quảng bá vào ngày 10 tháng 2 trên The Show của đài SBS.
Ngày 23 tháng 9, đĩa đơn thứ 3 My First Love được phát hành. Hai đoạn video nhạc được sản xuất với sự tham gia của nữ diễn viên Kim Bo-ra. Các bài hát được sáng tác bởi nhà soạn nhạc Joo Tae-young lần đầu tiên được biểu diễn vào ngày 20 tháng 9 tại Hallyu Dream Concert, và chương trình The Show ngày 22.

### 2016–2017:Very Berry, thành viên mới Johyun vàGlory

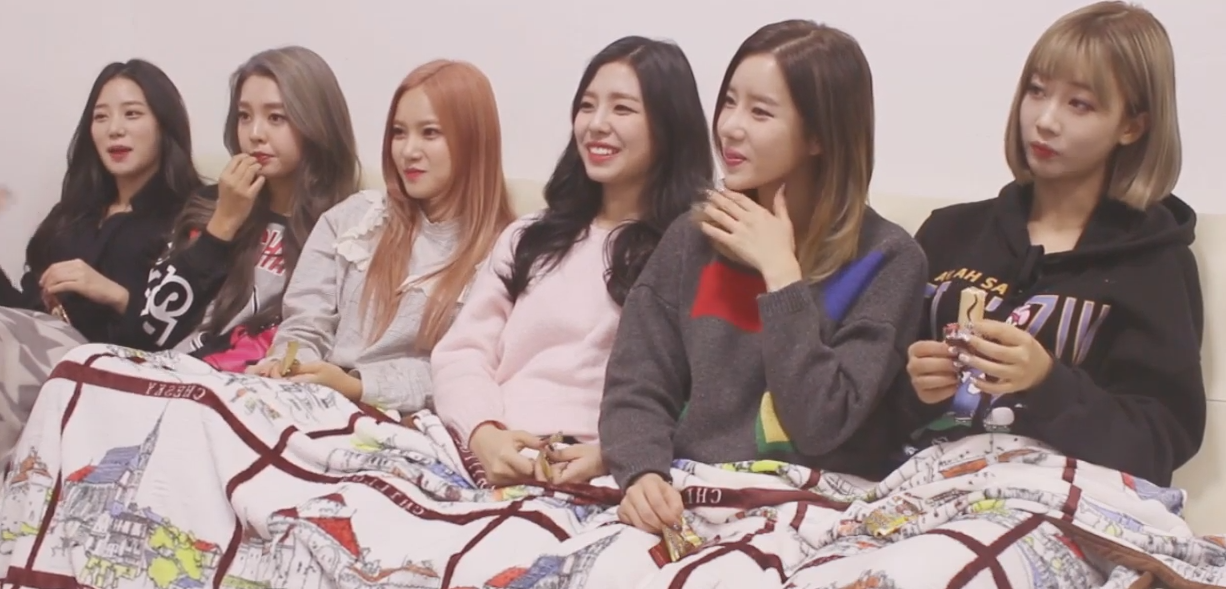
Berry Good tại buổi giới thiệu ca khúc "Don't Believe" vào tháng 11 năm 2016

Vào ngày 11, Berry Good thực hiện một chiến dịch gây quỹ quần chúng để sản xuất EP đầu tiên của họ trên Makestar. Mục tiêu 10-triệu ₩ đã đạt được trong mười ngày và chiến dịch cuối cùng là nâng lên 16.084.438 ₩, 160,8% mục tiêu ban đầu của họ. Ngày 20 tháng 4, mini-album Very Berry với ca khúc chủ đề "Angel"  được phát hành.
Dự án bắt đầu vào ngày 1 tháng 9 với một đĩa đơn mới, nhưng sau đó được nâng cấp lên một mini album và kết thúc tăng 26.896.790 ₩, 268,97% của gốc mục tiêu 10 triệu của nó. Đồng thời với sự trở lại này, vào ngày 25 Tháng 10 nhóm bổ sung thêm một thành viên mới, Johyun, nâng tổng số thành viên lên đến sáu. Ba trong bốn ca khúc từ EP, bao gồm các ca khúc chủ đề "Don't Believe" đã được giới thiệu trên chương trình K-poppin' của Arirang Radio một ngày trước khi phát hành. Các MV chính thức cho "Don't Believe"  và mini album thứ hai của nhóm Glory , đã được phát hành vào ngày 1 tháng 11.
Ngày 9 tháng 6 năm 2017, Berry Good đã biểu diễn ba ca khúc tại Sân vận động Thống Nhất, Thành phố Hồ Chí Minh, Việt Nam.

### 2018–2019: Full studio album đầu tiên và sự ra đi của Taeha
Taeha, Sehyung và Gowoon ra mắt sub-unit đầu tiên của nhóm, Berry Good Heart Heart, vào ngày 27 tháng 4 năm 2018, họ ra mắt single đầu tay Crazy, Gone Crazy. Vào ngày 16 tháng 8, họ trở lại lần đầu tiên với full album Free Travel, họ đã thu âm nó từ tháng 8 năm 2017. Họ đã kỷ niệm việc phát hành thông qua một buổi giới thiệu tổ chức vào buổi chiều tại hội trường nghệ thuật Ilji ở Cheongdam-dong. Sau khi quảng bá lead single "Green Apple", vào tháng 9, họ tiếp tục với B-side "Mellow Mellow", nhưng Sehyung không thể tham gia vì chấn thương mắt cá chân; mặc dù đã tham gia vào đĩa đơn This Winter, ra mắt vào ngày 15 tháng 12, cô ấy đã bị gián đoạn đến ngày 1 tháng 3 năm 2019.
Ngày 18 tháng 10 năm 2018, Berry Good tổ chức concert đầu tiên tại Nhật, tại Shinjuku Blaze ở Tokyo. Họ phát hành mini-album thứ 3, Fantastic, vào ngày 25 tháng 5 năm 2019 như một nhóm có 5 thành viên, do Daye phải nghỉ ngơi vì tình trạng sức khỏe. Họ bắt đầu quảng bá cho sự trở lại cùng ngày hôm đó ở Show! Music Core, nhưng 2 ngày sau, Taeha thông báo hợp đồng của cô ấy đã hết hạn và cô ấy sẽ không còn ở trong nhóm nữa. Berry Good vì đó cũng đã dừng hoạt động quảng bá album.

### 2020–2021:Undying Love, sự ra đi của các thành viên và tan rã
Ngày 5 tháng 11 năm 2020, Berry Good trở lại với digital single mới "Accio" như một bộ tứ. Họ phát hành mini album thứ 4 Undying Love ngày 19 tháng 1 năm 2021.
Ngày 22 tháng 2 năm 2021, Gowoon và Seoyul xác nhận họ hết hạn hợp đồng và sẽ rời nhóm.
Ngày 12 tháng 5 năm 2021, Berry Good chính thức tan rã sau khi thảo luận với các thành viên còn lại. JTG Entertainment thông báo họ đã được mua lại bởi Star Weave Entertainment, Johyun sẽ gia nhập Star Weave Entertainment, trong khi Sehyung sẽ rời công ty.

## Hình ảnh và phong cách âm nhạc
Berry Good bắt đầu sự nghiệp của mình với nhạc dance, trước khi phát hành bản ballad đầu tiên của họ "My First Love" vào tháng năm 2015. Nó được miêu tả như là một "mảnh u sầu miêu tả một tình yêu đầu tiên khác với những kinh nghiệm trái tim rung thông thường mà có chủ đề tương tự bài hát." Để nâng cấp "Don't Believe" vào tháng 10 năm 2016, Berry Good trải qua một sự thay đổi trong phong cách và ý tưởng để đưa ra khỏi hình ảnh nữ tính, gọn gàng và trong sáng ban đầu, thêm EDM và tropical pop vào âm nhạc của họ.

## Thành viên

#### Taeha (태하)
- Yoo Tae-ha có tên thật là Yoo Joo (유주). Cô sinh ngày 5 tháng 10, 1995 (29 tuổi) tại Seoul, Hàn Quốc.
- Vị trí: Trưởng nhóm, Hát chính, Nhảy chính
- Taeha bắt đầu chơi piano khi còn trẻ và đã tham gia vào vở nhạc kịch trong. trường tiểu học. Ở trường trung học, cô là ca sĩ hát trong một ban nhạc biểu diễn tại các sự kiện lớn và các lễ hội; sau đó cô đã quan tâm đến foxtrot và âm nhạc truyền thống Hàn Quốc. Cô đã tham gia buổi thử giọng cho một học viện thanh nhạc và bước vào ngành công nghiệp giải trí vào năm 2008. Cô bắt đầu thực tập ca hát nhảy múa, và làm việc như một người mẫu cho đồng phục học sinh từ năm 2012. Cô tốt nghiệp từ Trường Trung học Biểu diễn Nghệ thuật Seoul.

#### Johyun (조현)
- Tên thật của Johyun là Shin Ji-won (신지원), tên Tiếng Anh là Jennifer Shin. Cô sinh ngày 14 tháng 4, 1996 (28 tuổi) tại Gunsan, Hàn Quốc.
- Vị trí: Rap phụ, Hát phụ
- Johyun đã sống tại Mỹ 2 năm. Cô được giới thiệu như là thành viên mới của nhóm vào ngày 25 tháng 10 năm 2016.

#### Seoyul (서율)
- Seoyul tên thật là Seo Yu-ri (서유리), sinh ngày 26 tháng 11, 1997 (27 tuổi) tại Busan, Hàn Quốc. Chị gái cô là thành viên nhóm nhạc AOA, Seo Yuna.
- Vị trí: Hát dẫn, Nhảy dẫn
- Cô là một trong ba thí sinh của vòng chung kết "The Voice" phiên bản nhí năm 2013. Cô tốt nghiệp Trường Trung học Biểu diễn Nghệ thuật Seoul vào tháng 2 năm 2016

#### Daye (다예)
- Tên thật là Kim Hyun-jung (김현정). Cô sinh ngày 25 tháng 2, 1998 (27 tuổi) tại Gwangju, Gyeonggi.
- Vị trí: Rap dẫn, Hát phụ, Gương mặt đại diện
- Daye đang theo học Trường Biểu diễn Nghệ thuật Seoul và đã được nhận bởi Sở Phát thanh và giải trí của Đại học Nữ sinh Dongduk. Cô đã viết lời cho ca khúc "Fall in Love" trong mini-album thứ 2 "Glory". Cô đứng vị trí thứ 87 trên bảng xếp hạng 100 Gương mặt đẹp nhất thế giới của TC Candler 2016.

#### Sehyung (세형)
- Sehyung có tên thật là Kang Se-hyeong (강세형). Cô sinh ngày 13 tháng 12, 1998 (26 tuổi) tại Wonju, Hàn Quốc.
- Vị trí: Rap chính, Hát phụ, Visual
- Lúc nhỏ, Sehyung mong muốn trở thành một diễn viên nhưng sau đó, cô lại quan tâm đến ca hát và nhảy múa. Cô đang theo học Trường Biểu diễn Nghệ thuật Seoul và đã được nhận bởi Sở Phát thanh và giải trí của Đại học Nữ sinh Dongduk.
- Sehyung thông thạo tiếng Hàn và tiếng Trung.

#### Gowoon (고운)
- Tên thật của Gowoon là Moon Yoo-jung (문유정). Cô sinh ngày 28 tháng 12, 1998 (26 tuổi) tại Okcheon.
- Gowoon và Taeha là 2 thành viên cuối cùng từ đội hình ban đầu của Berry Good. Cô cũng là thành viên nhỏ tuổi nhất trong nhóm
- Vị trí: Hát dẫn
- Cô đang theo học Trường Biểu diễn Nghệ thuật Seoul và đã được nhận bởi Sở Phát thanh và giải trí của Đại học Nữ sinh Dongduk.
- Cô thông thạo tiếng Hàn và biết nói tiếng Anh

#### Subin (수빈)
- Subin tên thật là Kim Soo-bin (김수빈). Cô sinh ngày 4 tháng 9, 1994 (30 tuổi) tại Seoul, Hàn Quốc.
- Vị trí: Rap chính, Hát phụ, Visual
- Trước khi ra mắt với Berry Good, Subin từng là thành viên nhóm nhạc DU (Double-U) vào năm 2011 và là người mẫu cho một cửa hàng quần áo trực tuyến. Cô cũng xuất hiện trong MV "Come as you are" của PHANTOM vào năm 2013. Năm 2014, cô xuất hiện trong MV "WA" của Atomic Kiz (AKZ).

#### Iera (이라)
- Tên thật của Iera là Jung Yi-ra (정이라). Cô sinh ngày 10 tháng 4, 1995 (29 tuổi) tại Paju, Hàn Quốc.
- Vị trí: Rap chính, Hát phụ
- Cô từng là thực tập sinh của DSP Media trước khi ra mắt với Berry Good.

#### Nayeon (나연)
- Tên đầy đủ của Nayeon là Kim Na-yeon. Cô sinh ngày 15 tháng 5, 1996 (28 tuổi) tại Ansan, Gyeonggi.
- Vị trí: Hát dẫn
- Kim Nayeon từng là thực tập sinh của JYP Entertainment và đã tốt nghiệp Trường Trung học Biểu diễn Nghệ thuật Seoul
- Là thí sinh của Idol School